# ویلیام وارنر
ویلیام وارنر (به انگلیسی: William Warner) سناتور سابق عضو حزب جمهوری‌خواه ایالات متحده آمریکا بود. وی در سال ۱۹۰۵ تا ۱۹۱۱ میلادی سناتور ایالت میزوری در سنای ایالات متحده آمریکا بود.